# Ware vrijheid
De ware vrijheid was de ongedeelde vrijheid van de Hollandse regenten tijdens het eerste stadhouderloze tijdperk (1650-1672) en het tweede stadhouderloze tijdperk (1702-1747). Dit was geen vrijheid in de moderne zin van het woord, maar het bezit van bepaalde privileges en rechten. Het voornaamste punt was dat de macht van de Staten niet gedeeld werd met een stadhouder. De aanhangers van de ware vrijheid, de staatsen, zagen het stadhouderschap als vorm van tirannie; erfelijk en overdraagbaar gezag zou tot verderf leiden, vooral vanwege dynastieke, territoriale ambities, die onder de laatste stadhouder onmiskenbaar waren.
Die laatste stadhouder, Willem II van Oranje, had het bestuur van de Zeven Provinciën willen centraliseren. Vooral Holland, veruit het sterkste gewest van de Republiek, had hier grote bezwaren tegen. De Unie van Utrecht had bepaald dat elke provincie soeverein was en hier werd grote waarde aan gehecht. Door het ontbreken van een sterk centraal gezag kon Holland de Staten-Generaal ook domineren. Hoewel Willem II de machtsstrijd met Holland en vooral Amsterdam won, overleed hij in 1650 voordat duidelijk kon worden of hij dit om kon zetten in een blijvend beleid en zijn gewenste hervatting van de oorlog met Spanje.
Zijn zoon, de latere stadhouder Willem III, werd een week later geboren. Hiervan maakte Holland gebruik door tijdens de Grote Vergadering van 1651 de positie van stadhouder als overbodig af te schaffen. In zijn Deductie van 1654 verdedigde raadpensionaris Johan de Witt samen met Cornelis de Graeff de Akte van Seclusie waarmee de prins van Oranje werd uitgesloten van de hoogste ambten. De redevoering wordt wel gezien als het manifest van de ware vrijheid. Al in 1652 had De Witt geschreven deze Provinciën niet en sijn tesamen una respublica, maar yder provincie apart een souveraine respublica is. Niet het geheel van de Zeven Provinciën was een republiek, maar elke provincie was een republiek.
Hoewel dit de vrijheid van de regenten was, was het niet die van het gewone volk. Deze had geen aandeel in het bestuur en zag de prins van Oranje als degene die het algemeen belang diende. Ook de orangistische regenten gaven de voorkeur aan het stadhouderschap, dat zij zagen als bindend element van de Unie en beschermer van de publieke kerk.